# Fontenay-aux-Roses
Fontenay-aux-Roses – miejscowość i gmina we Francji, w regionie Île-de-France, w departamencie Hauts-de-Seine.
Według danych na rok 2012 gminę zamieszkiwały 22866  osoby, a gęstość zaludnienia wynosiła 9 110 osób/km². Wśród 1287 gmin regionu Île-de-France Fontenay-aux-Roses plasuje się na 843. miejscu pod względem powierzchni.
Miejsce śmierci malarza Michaiła Łarionowa, miejsce urodzenia malarza Pierre'a Bonnarda.
Koło miejscowości zlokalizowane jest centrum badań jądrowych Centre d'études nucléaires de Fontenay-aux-Roses.

Położenie Fontenay-aux-Roses w ramach aglomeracji paryskiej

## Współpraca
- Borehamwood, Wielka Brytania
- Wiesloch, Niemcy